# Nativitat de la Mare de Déu (Juncosa)
La Nativitat de la Mare de Déu és una església de Juncosa (Garrigues).

## Descripció
Es tracta d'una església de tres naus i transsepte amb cimbori a la zona del creuer. La nau central, més alta, està coberta amb volta de canó i les laterals, d'aresta. Murs, pilars i arcs separen les naus; el paviment és de mosaic i tots els murs estan policromats, destacant les sanefes vegetals dels pilars i intradós amb tons pastels verds i blavosos. Una cornisa ressegueix la nau central i el transsepte. La cúpula del cimbori també té amb pintures, imiten un espai obert, es veu el cel i balustrades; a les trompes hi ha medallons.
Als peus de l'església i enlairat, trobem el cor. L'altar central està dedicat a la Verge i als patrons del poble. Exteriorment, té una senzilla façana, amb teulada a dues aigües, centrada pel portal; a la llinda d'aquest hi veiem la data de 1749. L'únic ornament és un entaulament motllurat amb un frontó format per dues volutes, suportat per dues pilastres; remata el conjunt la imatge de la Mare de Déu Nena, feta recentment amb pedra. El campanar, a la zona esquerra dels peus, és de base quadrada, passant a octogonal al pis superior.

## Història
Guillem de Cervera repoblà la localitat d'Horto, nom que amb el temps es substitueix per Juncosa; naixent com a entitat el 1175, quan encomanen Alfons I al ciutadà Arnau Domènec, la repoblació de la vila. L'any 1224, el lloc fou adquirit pel monestir de Poblet.
Fou construïda entre els segles XVIII i XIX i restaurada l'any 1992, amb façana i torre d'estil neoclàssic. Si està tancada, es pot demanar la clau al mossèn trucant a la porta de la rectoria, que és al costat de l'Església o bé a les oficines de l'Ajuntament.
El retaule de l'altar principal és rèplica d'un d'anterior, destruït el 1936, arran de la Guerra Civil (1936- 1939).